# Ghiacciaio Hovde
Il ghiacciaio Hovde è un ghiacciaio situato sulla costa di Ingrid Christensen, nella Terra della Principessa Elisabetta, in Antartide. Il ghiacciaio si trova in particolare a ovest delle scogliere Brattstrand e poco a est della baia di Amanda, sulla costa sud-orientale della baia di Prydz, e fluisce proprio in quest'ultima baia formando una piccola lingua glaciale che si estende fino alle vicinanze dell'isola Hovde.

## Storia
Il ghiacciaio Hovde fu mappato da cartografi norvegesi grazie a fotografie aeree scattate durante la spedizione antartica organizzata da Lars Christensen e svoltasi nel periodo 1936-37, e fu così battezzato nel 1952 dal geografo americano John H. Roscoe, il quale effettuò un dettagliato studio dell'area basandosi su fotografie aeree scattate durante l'operazione Highjump, 1946-47. Roscoe diede alla formazione questo nome in relazione all'omonima isola Hovde, a sua volta così chiamata dai sopraccitati cartografi norvegesi in virtù della sua forma: in norvegese, infatti, "Hovde" significa "collinetta".